# Гирс, Николай Карлович
Никола́й Ка́рлович Гирс (9 [21] мая 1820, близ города Радзивилов — 14 [26] января 1895, Санкт-Петербург) — русский государственный деятель и дипломат, доверенное лицо императора Александра III. Министр иностранных дел Российской империи (1882—1895), действительный тайный советник (1878); статс-секретарь (1879), почётный член Петербургской академии наук (1876).
Его младший брат — Фёдор Карлович Гирс.

## Биография
Родился в семье, происходившей (по отцу) из шведского дворянского рода, бывшего на русской службе с середины XVIII века.
В 1832 году из Благородного пансиона при Императорском Санкт-Петербургском университете перешёл в Царскосельский лицей, который окончил в 1838 году и начал службу в азиатском департаменте МИДа. В 1841 году был назначен младшим драгоманом при консульстве в Яссах. С 1848 года он состоял дипломатическим чиновником при командовавшем отрядом войск в Трансильвании генерале Лидерсе.
В 1850 году исполнял должность первого секретаря миссии в Константинополе. В 1851 году назначен управляющим консульством в Молдавии, в 1853 году — директором канцелярии полномочного комиссара в княжествах Молдавии и Валахии. С 1856 — генеральный консул в Египте. С 1858 — генеральный консул в Валахии и Молдавии. Принял российское подданство 31 января 1857 года.
Занимал посты чрезвычайного посланника в Тегеране (с 1863), Берне (с 1867) и Стокгольме (с 1872).
В 1875 году был назначен управляющим Азиатским департаментом и товарищем (то есть заместителем) министра иностранных дел, светлейшего князя Александра Горчакова. С 16 апреля 1878 года — действительный тайный советник.
Через год после убийства Александра II, 28 марта 1882 года (ещё при канцлере Горчакове) императором Александром III был назначен министром иностранных дел и членом Государственного совета по должности. Несмотря на постоянные интриги, направленные на его удаление с должности, возглавлял министерство до своей смерти 14 (26) января 1895 года. При нём, в 1887 году был заключён тайный договор перестраховки с Германией, а в 1891—1892 годах — полномасштабный франко-русский союз, невзирая на его личную приверженность линии сохранения союза императорской России с Германской империей.
Скончался 14 января 1895 года в Петербурге, «после тяжёлой и продолжительной болезни». На панихиде, отслуженной в его квартире 15 января, присутствовали император Николай II и некоторые иные члены императорской фамилии. 18 января того же года его тело было перевезено из Петербурга в Сергиеву пустынь; 19 января предано земле в фамильном склепе.

## Оценка. Оппозиция его курсу
На должности министра иностранных дел Николай Гирс выглядел несколько обособленно среди прочих правительственных чиновников Александра III. Он занимал умеренную, спокойную и либерально-западническую позицию, что постоянно вызывало недовольство как «слева», так и «справа». Однако именно взвешенность и осторожный подход, стремление прежде всего обеспечить России мир с помощью всех средств, доступных дипломатии, ценились Александром III в деятельности Гирса, но они же вызывали нападки на министра, доходившие до настоящей травли «инородца», особенно в московской консервативной прессе.
С июля 1886 года во главе общественной кампании критики прогерманского курса российской дипломатии стали органы печати, возглавлявшиеся М. Н. Катковым, редактором влиятельной консервативной газеты «Московскія Вѣдомости». Катков, критикуя то, что он считал двурушничеством внешней политики германского канцлера Бисмарка, обвинял Гирса в чрезмерной уступчивости перед нажимом Германии и Австро-Венгрии, и говорил, что благодаря усилиям Гирса существует не русское Министерство иностранных дел, а «Министерство иностранных дел в России».
После очевидной неудачи балканской политики страны в 1885—1886 годах, требования отставки Гирса и назначения «русского министра» (на эту роль тогда предполагался глава Азиатского департамента Иван Зиновьев) стали особенно настойчивыми. Однако если в наступлении на Министерство финансов консерваторам удалось добиться успеха (и под их давлением Николай Бунге был заменён их выдвиженцем Иваном Вышнеградским), то попытка повлиять на руководство внешней политикой в конце концов вызвала гнев Александра III. В марте 1887 года, выведенный из себя очередной статьёй «Московских ведомостей», царь распорядился сделать им официальное предостережение; но курс политики императора на сближения с Францией продолжился.
Когда в том же марте 1887 года в Гатчине состоялась последняя встреча Александра III и Каткова, идеолог московских правых тем не менее по-прежнему не отступился от своих нападок и вполне в прежнем духе продолжил попытки повлиять на решение императора.
Однако именно благодаря личному отношению Александра III, а также его особенному упрямству в некоторых вопросах, Николай Гирс занимал пост министра иностранных дел до момента своей смерти в 1895 году.

## Награды
- Орден Святого Владимира 4-й степени (19.09.1849)
- Орден Святой Анны 2-й степени (03.07.1853)
- Орден Святого Владимира 3-й степени (26.08.1856)
- Орден Святого Станислава 1-й степени (30.08.1858)
- Орден Святой Анны 1-й степени (17.04.1863)
- Орден Святого Владимира 2-й степени (31.03.1868)
- Орден Белого орла (16.04.1872)
- Орден Святого Александра Невского (13.04.1875)
- Алмазные знаки к ордену Святого Александра Невского (15.05.1883)
- Орден Святого Владимира 1-й степени (13.10.1888)
- Орден Святого апостола Андрея Первозванного (01.01.1894)
- Знак отличия беспорочной службы за XV лет (22.08.1854)
- Знак отличия беспорочной службы за XL лет (22.08.1880)

Иностранные:
- Австро-Венгерский Королевский венгерский орден Святого Стефана, большой крест (25.09.1884)[8]
- Датский Орден Слона (25.10.1888)
- Прусский Орден Чёрного орла (11.03.1884)
- Прусский Орден Красного орла, большой крест (17.09.1879)
- Французский Орден Почётного легиона, большой крест (26.07.1883)[9]
- Шведский Орден Серафимов (15.02.1892)[10]

## Семья
Жена — княжна Ольга Георгиевна Кантакузен (1830—1903), племянница министра иностранных дел и канцлера А. М. Горчакова. Их дети:
- Николай (1853—1924) — дипломат.
- Михаил (1856—1932) — дипломат.
- Александр (1861—1920) — камергер, Енисейский губернатор 1906—1909 гг.